# Asthenopholis minor
Asthenopholis minor är en skalbaggsart som beskrevs av Brenske 1898. Asthenopholis minor ingår i släktet Asthenopholis och familjen Melolonthidae. Inga underarter finns listade.